# Paradox (película)
Paradox es una película musical escrita y dirigida por Daryl Hannah, y protagonizada por el músico Neil Young y su grupo Promise of the Real. Una banda sonora, Paradox, de Young y Promise of the Real, fue publicada de forma simultánea para coincidir con el estreno de la película. 

## Argumento
Un grupo de forajidos se esconde en las montañas. El grupo pasa las horas buscando tesoros mientras esperan que la luna llena les dé su magia, traiga música y haga volar a los espíritus. 

## Elenco
- Neil Young como “The Man in the Black Hat“.
- Lukas Nelson como “Jail Time”.
- Micah Nelson como “Particle Kid”.
- Corey McCormick
- Anthony LoGerfo
- Tato Melgar
- Willie Nelson
- Charris Ford
- Dulcie Clarkson Ford

## Lanzamiento
La película fue estrenada en el festival South by Southwest el 15 de marzo de 2018. Una semana después, el 23 de marzo, hizo su debut en Netflix.